# Anthony Zambrano
Anthony José Zambrano de la Cruz (Maicao, 17 gennaio 1998) è un velocista colombiano, specializzato nei 400 metri piani.

## Biografia
Ha rappresentato la Colombia ai Giochi olimpici estivi di Rio de Janeiro 2016, dove è stato eliminato in batteria nella staffetta 4×400 metri, con i connazionali Diego Palomeque, Carlos Lemos e Jhon Perlaza.
Ai Giochi della XXXII Olimpiade di Tokyo 2020 ha ottenuto la medaglia di argento nella 400 metri maschile.

## Palmarès
| Anno | Manifestazione          | Sede           | Evento        | Risultato | Prestazione | Note                |
| ---- | ----------------------- | -------------- | ------------- | --------- | ----------- | ------------------- |
| 2014 | Sudamericani U18        | Cali           | 400 m piani   | 5º        | 48"17       |                     |
| 2015 | Mondiali U18            | Cali           | 400 m piani   | 7º        | 46"57       |                     |
| 2015 | Mondiali U18            | Cali           | 4×400 m mista | Batteria  | dq          |                     |
| 2016 | Mondiali U20            | Bydgoszcz      | 400 m piani   | 6º        | 46"50       |                     |
| 2016 | Giochi olimpici         | Rio de Janeiro | 4×400 m       | Batteria  | 3'01"84     |                     |
| 2019 | Campionati sudamericani | Lima           | 400 m piani   | Oro       | 45"53       |                     |
| 2019 | Campionati sudamericani | Lima           | 4×400 m       | Oro       | 3'04"04     |                     |
| 2019 | Giochi panamericani     | Lima           | 400 m piani   | Oro       | 44"83       |                     |
| 2019 | Giochi panamericani     | Lima           | 4×400 m       | Oro       | 3'01"41     |                     |
| 2019 | Mondiali                | Doha           | 400 m piani   | Argento   | 44"15       | Record sudamericano |
| 2019 | Mondiali                | Doha           | 4×400 m       | 4º        | 2'59"50     | Record nazionale    |
| 2021 | World Relays            | Chorzów        | 4×400 m       | 6º        | 3'05"91     |                     |
| 2021 | World Relays            | Chorzów        | 4×400 m mista | Batteria  | 3'17"61     |                     |
| 2021 | Giochi olimpici         | Tokyo          | 400 m piani   | Argento   | 44"08       |                     |
| 2023 | Campionati sudamericani | San Paolo      | 400 m piani   | Oro       | 45"52       |                     |
| 2023 | Campionati sudamericani | San Paolo      | 4x400 m mista | Oro       | 3'14"79     | Record sudamericano |
| 2023 | Mondiali                | Budapest       | 400 m piani   | Batteria  | dq          |                     |
| 2023 | Giochi panamericani     | Santiago       | 400 m piani   | Finale    | dq          |                     |
| 2023 | Giochi panamericani     | Santiago       | 4x400 m mista | 6º        | 3'23"17     |                     |
| 2024 | Giochi olimpici         | Parigi         | 400 m piani   | Batteria  | 45"49       |                     |